# François Du Puy
François Du Puy (auch François Dupuis oder François Dupuy, lateinisch: Francisco de Puteo) (* 1450 in Saint-Bonnet-le-Château; † 15. September 1521 in der Grande Chartreuse) war ein französischer Jurist, Kanoniker, Geistlicher, Mönch und Humanist des Spätmittelalters. Er war Kanoniker von Notre-Dame und Saint-Pierre lès Valence und zwischen 1488 und 1500 unter Laurent Alleman Generalvikar von Grenoble. 1500 trat er in die Grande Chartreuse ein und 1503 wurde Prior der Kartause und somit Generalminister des Kartäuserordens.
Er wurde als Sohn von Pierre du Puy geboren, studierte Rechtswissenschaft und promovierte zum Doktor der beiden Rechte.

Du Puy war Postulator bei der Seligsprechung des Heiligen Bruno, dem Gründer des Kartäuserordens. Hierfür schrieb er ein Biographie.

## Werke
- Traité de la visite pastorale
- Synodenstatuten von 1495: Nove Constitutiones seu statuta synodalia Ecclesie gratianopolitane
- Grand Pouillé de 1497
- Troisième compilation des statuts de l’ordre des chartreux: Statuta et privilegia ordinis Cartusiensis, Bâle, 1510–1511
- Commentaire des Psaumes: Catena aurea super Psalmos Paris, 1510
- Prologus in vitam beati Brunonis confessoris primi institutoris ordinis Carthusien[sis], 1514 (Digitalisat)
- Biographie des Heiligen Bruno: Vita Sancti Brunonis, primi institutoris ordinis cartusiensis, Basel, 1515
- Grand Cartulaire, Sammlung antiker Akten der Kartause: Cartularii de litteris instrumentis et aliis documentis Majoris Domus Cartusie

| Personendaten    | Personendaten                                                                        |
| ---------------- | ------------------------------------------------------------------------------------ |
| NAME             | Du Puy, François                                                                     |
| ALTERNATIVNAMEN  | Puteo, Francisco de; Dupuis, François; Dupuy, François                               |
| KURZBESCHREIBUNG | französischer Jurist, Kanoniker, Geistlicher, Mönch und Humanist des Spätmittelalter |
| GEBURTSDATUM     | 1450                                                                                 |
| GEBURTSORT       | Saint-Bonnet-le-Château                                                              |
| STERBEDATUM      | 15. September 1521                                                                   |
| STERBEORT        | Grande Chartreuse                                                                    |